# Yahya Al Bishri
Yahya Al Bishri es un diseñador de moda saudita. Ha diseñado prendas para el rey Abdullah y las familias reales de todo el mundo, como la princesa Diana.

## Biografía
Yahya Al Bishri nació en Abha, donde realizó su educación primaria antes de mudarse a Jeddah, para completar sus estudios. Desde joven se sintió atraído por el mundo del arte, la moda y el diseño. Su pasatiempo se desarrolló para convertirse en una profesión a través del estudio académico en la Milano School of Fashion y la Paris American Academy para el arte y la moda. Al Bishri, a fines de la década de 1980, fue uno de los primeros sauditas en ingresar al mundo de la moda. Su padre, sorprendido y decepcionado por la elección de profesión de su hijo, inicialmente lo interrumpió, con la esperanza de que volviera a una línea de trabajo más convencional. Así que Al Bishri apoyó 2 años y medio de estudios de diseño de moda en Italia y Francia, escribiendo y vendiendo poemas y trabajando independientemente para periódicos locales. En 1988, Yahya Al Bishri se graduó como diseñador de moda.

## Carrera
A Al Bishri se le atribuye haber llevado a la industria de la moda saudita a un siguiente nivel, permitiendo que el nombre de Arabia Saudita brille en el mundo de la moda con una fusión única de ropa tradicional saudita con rasgos extranjeros. Introducir nuevos diseños y moda en una sociedad conservadora que está orgullosa de su cultura y herencia ha sido un trabajo difícil para Al Bishri. A diferencia de otros diseñadores sauditas, que generalmente se instalan en países extranjeros, Al Bishri decidió permanecer en su país y convertir a Arabia Saudita en su principal mercado objetivo.